# مراكز أبحاث التغذية البشرية
مراكز أبحاث التغذية البشرية منظمة أبحاث صحية قائمة بدولة فرنسا، هدفها تطوير المعرفة بالخصائص الوظيفية للغذاء، عمليات التمثيل الغذائي(الحرق) والفسيولوجيا الآدمية، وذلك من خلال الأبحاث الرئيسية، الدراسات السلوكية وآثارها على الصحة العامة. يوجد بفرنسا أربعة مراكز للأبحاث مُجهزة بنفس المعدات تقريبًا بالإضافة إلى المهارات العلمية المتكاملة التي تُمكنهم من تنمية البرامج الخاصة بتلك المراكز المختلفة عن طريق معداتهم ومهارتهم المتخصصة. تُعد القضايا الغذائية ذات أهمية قصوى حيث يتجه السكان على مستوى العالم إلى تغيير أسلوب حياتهم وأنظمتهم الغذائية مما ينتج عن تبعات صحية عدة. الأمراض المُتعلقة بالطعام كالسمنة، السكري، اضطرابات القلب والأوعية، سوء التغذية والسرطان أصبحت من أكبر قضايا الصحة العامة. تطمح هذه المراكز البحثية إلى توفير أجوبة لكافة المشكلات الصحية المتعلقة بالتغذية عن طريق ترويج العلم والتكنولوجيا إلى المجتمع. كما تهدف أيضًا لتطوير المعرفة بالخصائص الوظيفية للطعام خاصةً المتعلقة بالتمثيل الغذائي والفسيولوجيا الآدمية. تساهم هذه المراكز في نقل التكنولوجيا إلى  أقسام المستشفيات، معامل الأبحاث والصناعات المختلفة. تتوفر العديد منن فرص التعاون وذلك بفضل خبرات ومنصات وتحليل ومعالجة البيانات بهذه المراكز. تعمل المراكز أيضًا على تنمية البرامج البحثية في اطار قومي، أوروبي ودولي. 

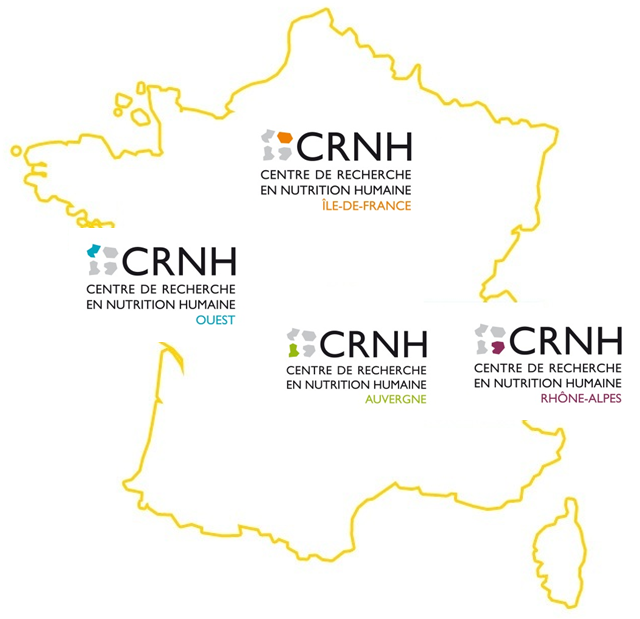
[http://www.crnh.fr/ خريطة المراكز الأربعة بفرنسا

## المهام
- خلق بيئة بحثية من الخبراء.
- تنظيم وإدارة برامج الأبحاث الخاصة بالمراكز المختلفة لتطوير المعرفة بالتغذية البشرية.
- خلق منصة لربط الأبحاث المتنقلة بين المعامل والمستشفيات.
- تقديم حلول علمية لمشكلات الصحة العامة كمشكلة التغذية.

## التنظيم
تحتوي دولة فرنسا على أربعة مراكز للأبحاث وتضم هذه المراكز ما يزيد عن 450 باحثًا و37 فريق بحثي.

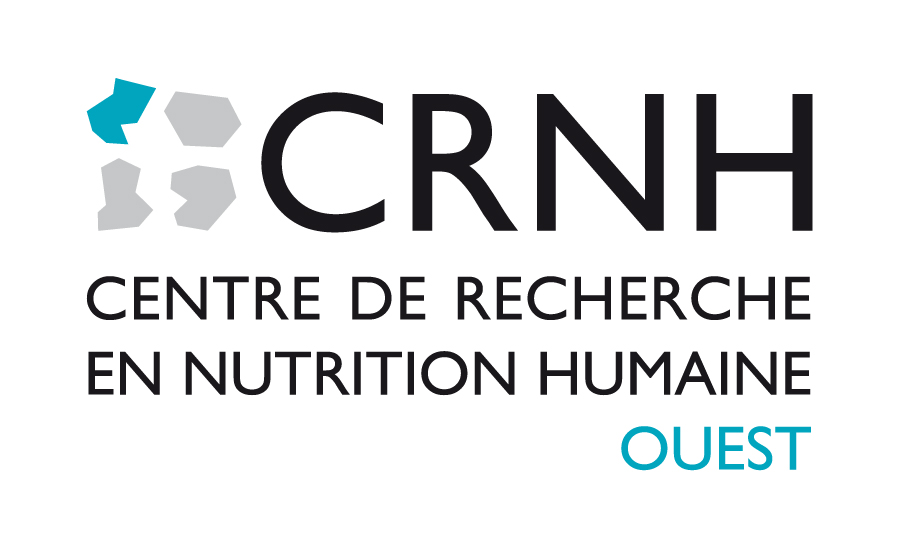
شعار مركز المنطقة الغربية

### مركز المنطقة الغربية

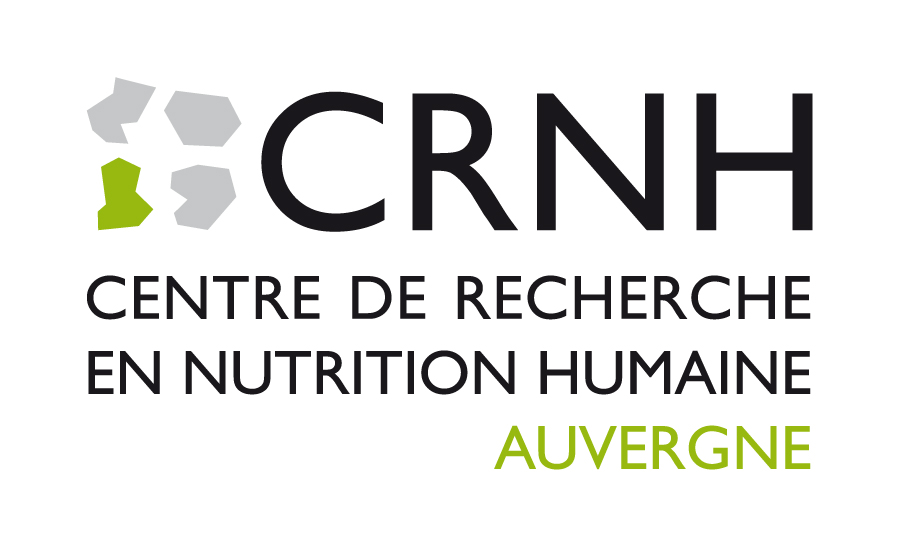
شعار مركز منطقة أوفيرن

### مركز المنطقة الغربية[4]
- يختص بمشاكل الرضع الغذائية
- مشاكل المخ والجهاز العصبي المعوي
- الدهون والأمراض المزمنة
- أمراض الحساسية.

### مركز منطقة أوفيرن
- يختص بمشاكل التغذية لدى الكبار والأمراض المزمنة.
- أمراض العظام والعضلات الهيكلية كهشاشة العظام ومرض ضمور اللحم.
- مشكلات القلب والأوعية والوقاية من المتلازمة الأيضية وتصلب الشرايين بالإضافة إلى دراسة عمليات الأيض الكيميائية.
- مشكلات الجهاز الهضمي كالمغص ودراسة الميكروبات المختلفة بداخلنا.
- السرطانات المتعلقة بالهرمونات كسرطان الثدي والبروستاتا.

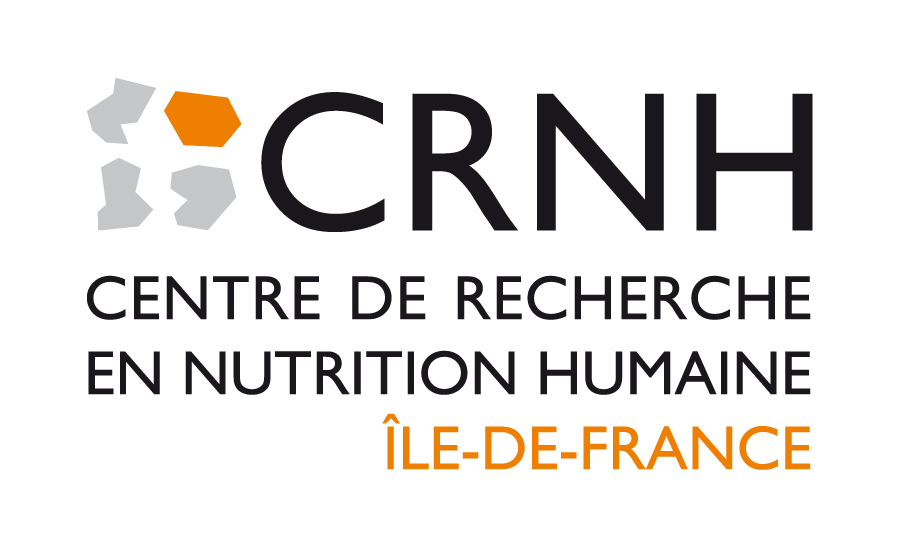
شعار مركز إيل دو فرانس

### مركز منطقة إيل دو فرانس
- دراسة السلوك الغذائي البشري.
- يختص بعلم الأوبئة الغذائية والاقتصاد الغذائي.

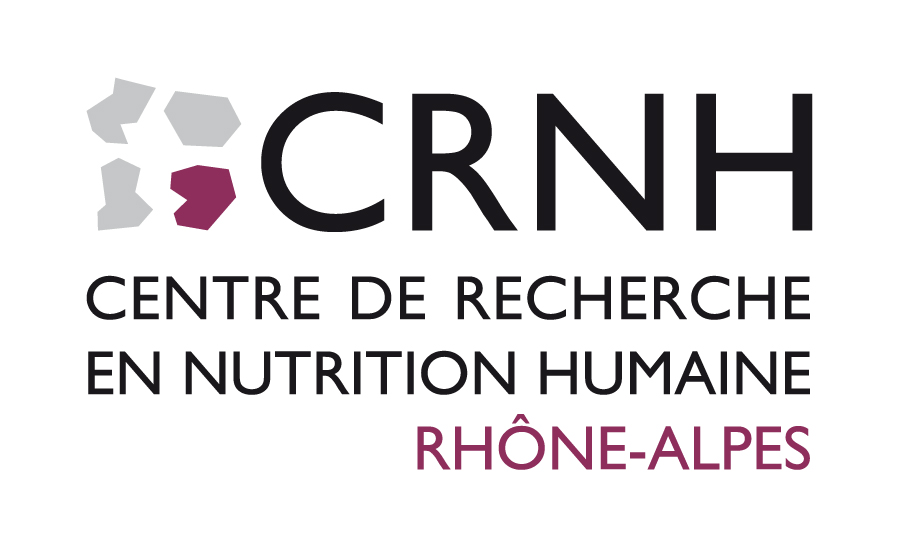
شعار مركز منطقة رون ألب

- الأنسجة الدهنية.
- القلب والأوعية.
- الجهاز الهضمي.
- الغدد الصماء.

### مركز منطقة رون ألب[5]
- يختص بالسمنة، السكري، والنشاط البدني.
- التغذية الصحة والرفاهية.
- التغذية السريرية والشيخوخة والأمراض المزمنة.
- الخصائص الصحية للأطعمة والأنظمة الغذائية.
- التمثيل الغذائي للدهون والبروتينات ومخاطرها على القلب.
- العلاقة بين السلوك المستقر وتبعاته الصحية.

## روابط خارجية
- CRNHs portal
- CRNH Auvergne
- CRNH Île-de-France
- CRNH Nantes
- CRNH Rhône-Alpes